# Buddhadasa
Ajahn Phra Dhammakosājān (in thailandese พระธรรมโกศาจารย์), nato Nguam Panich (in thailandese เงื่อม พานิช), noto temporaneamente anche come Ven. Indapañño (lett. "dotato di saggezza") e poi universalmente noto come Buddhadāsa Bhikkhu o Buddhadāsa (in thailandese พุทธทาสภิกขุ), cioè "servo del Buddha" (Phumriang, 27 maggio 1906 – Suan Mokkh, 25 maggio 1993) è stato un monaco buddhista e attivista thailandese.
Fu uno dei monaci buddhisti thailandesi più influenti del XX secolo e il fondatore del riformismo del buddhismo theravada, nell'ambito del cosiddetto "buddhismo modernista", una corrente che nacque dall'incontro tra il buddhismo e la cultura occidentale, nonché un importante oppositore politico delle dittature militari succedutesi in Thailandia.

## La vita

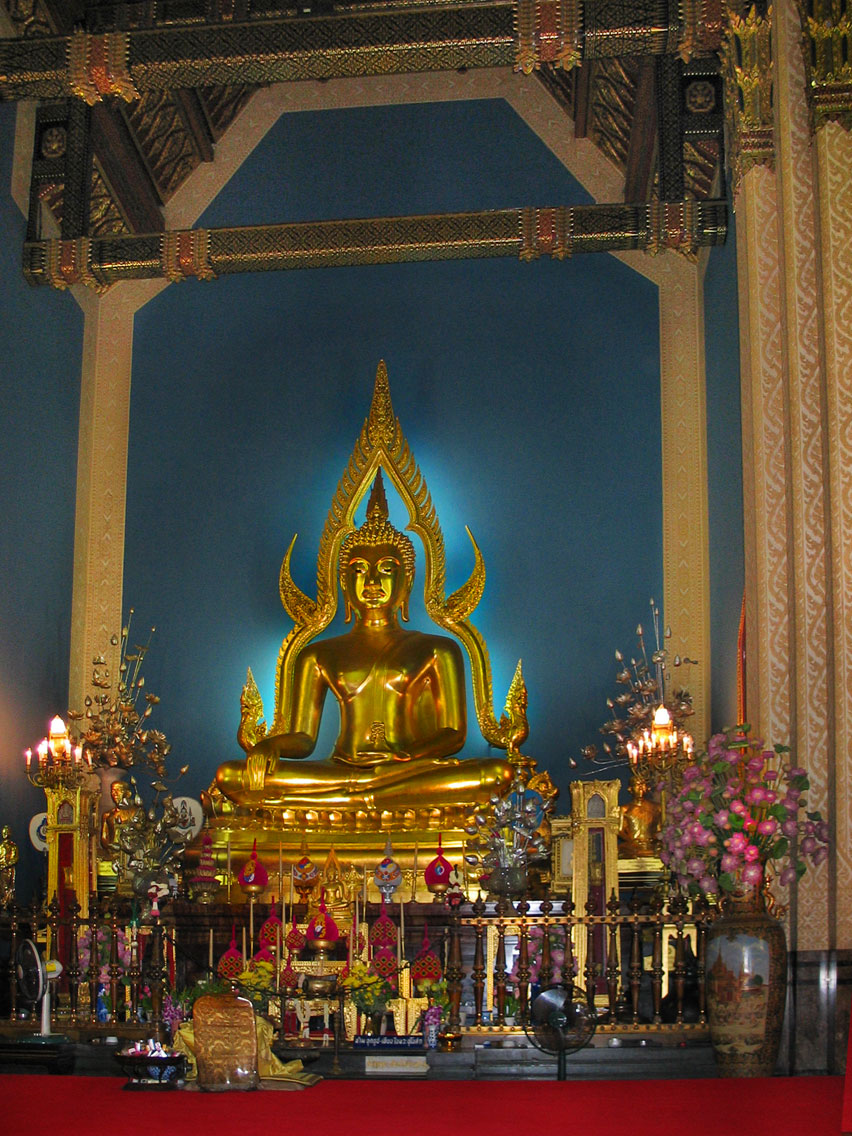
Statua di Buddha a Bangkok

Nato a Phumriang (distretto di Chaiya, Thailandia del Sud), figlio di un mercante cinese e della sua moglie thailandese, il suo nome laico era Nguam Panich. Entrò giovane nel monastero della sua città natale, il Wat Pum Riang, dove trascorse tre anni di studi apprendendo i primi insegnamenti religiosi. Avviatosi alla scuola secondaria, la prematura morte del padre lo costrinse a rientrare in famiglia quando aveva sedici anni. Compiuti i venti anni fu ordinato bhikkhu (monaco buddhista) e nel 1928, terminato il terzo livello curricolare monastico, divenne insegnante presso il monastero Wat Boromathat.
Buddhadāsa divenne un bhikkhu (monaco buddhista) nel 1926 e gli fu assegnato il nome Ven. Indapañño, che significa: "dotato di saggezza" o "dotato di intelligenza". La sua intenzione era quella di tornare alla vita laica dopo poco tempo, andò quindi a Bangkok per studiare, dove restò circa 10 anni. Disgustato dalla corruzione e dal lassismo che regnavano all'interno dei templi, favoriti dall'oppressione del governo, ritornò al paese natale e si rifugiò in un tempio abbandonato. Si attribuì il nome Buddhadāsa, che vuol dire: "Servo del Buddha".
Al tempio, Buddhadāsa praticò una forma di buddhismo molto semplice e pura, arrivò al cuore degli insegnamenti del Buddha compiendo buone azioni, evitando quelle dannose, purificando e addestrando la propria mente. Così tentò di evitare il ritualismo e la politicizzazione che dominavano il buddhismo thailandese del tempo. Fu soprannominato dai detrattori "monaco pazzo". La sua abilità nello spiegare con facilità le complesse idee filosofiche e religiose della scuola thailandese attirò molte persone presso il suo tempio. Buddhadasa cercò inoltre di adattare il buddhismo anche per i laici e gli occidentali, presentando una filosofia buddhista senza i cerimoniosi rituali tradizionali.

## Attivista sociale
Buddhadāsa è considerato tipicamente un narratore integrale della cultura religiosa nel periodo cruciale della storia thailandese dopo che re Rama VII, salito al trono nel 1925, fu costretto a concedere la monarchia costituzionale a seguito del colpo di Stato militare conosciuto come rivoluzione siamese del 1932. Promosso da giovani universitari e cadetti delle forze armate che avevano studiato in Europa, il golpe fu ben presto sfruttato da alcune frange conservatrici e nazionaliste dei vertici dell'esercito per dare inizio alla prima delle dittature militari che da allora hanno caratterizzato la storia della Thailandia. Negli anni sessanta Buddhadāsa divenne una grande fonte di ispirazione per molti attivisti sociali e artisti thailandesi, uno dei più famosi fu il pittore-poeta Khovit Khemananda, che come lo stesso Buddhadāsa fu bollato come comunista dalle autorità per le sue idee politiche, accostabili al socialismo. Alcuni studenti furono addirittura costretti a lasciare il paese.

## Credere in "nessuna religione"
La scuola theravāda thailandese era sottoposta alla censura del governo nazionale che ne regolava ed ordinava i rituali. Buddhadāsa fu disgustato da questo costume e abbracciò una visione che rifiutava l'identificazione religiosa. Pronunciò a questo riguardo la frase che è rimasta famosa:
(Buddhadasa, Nessuna religione)

## Wat Suan Mokkh

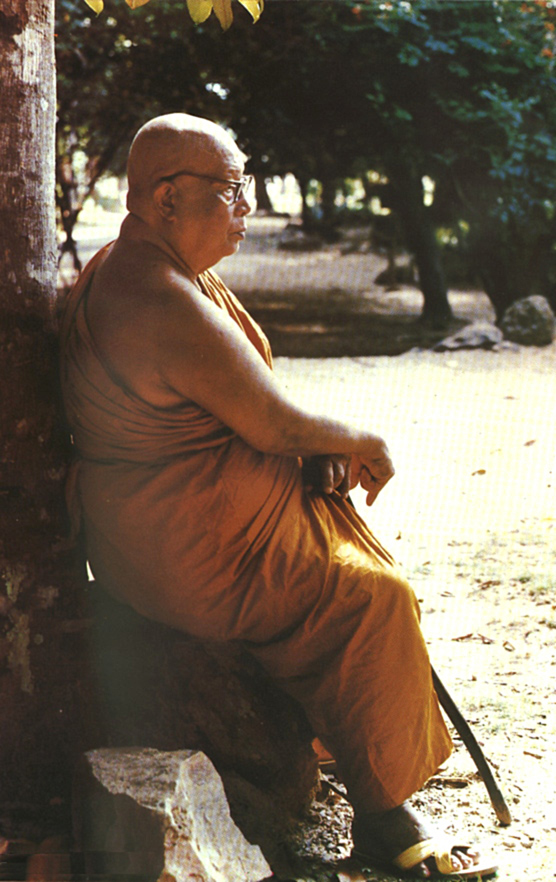
Buddhadāsa

Nel 1932 fondò il Wat Suan Mokkh ("Giardino della Liberazione"), centro della foresta del Dharma e tempio buddhista nel distretto di Chaiya, nella Thailandia meridionale, dedicato alla meditazione Vipassana. Buddhadāsa si concentrò principalmente sulla meditazione anapanasati o meditazione sulla consapevolezza del respiro. Basò la sua pratica sulla ricerca estesa e l'interpretazione dei testi Pali e sulla propria sperimentazione personale, che comprendeva la meditazione śamatha e l'analisi di testi anche estranei alla tradizione theravada.
Tenne numerose conversazioni con importanti studiosi e con rappresentanti del clero di altre religioni, come il cristianesimo. Il suo scopo era di mostrare che, quando si va al cuore di ogni religione, tutte indicano la stessa cosa. Poco prima della morte, avvenuta per una serie di infarti e un ictus nel 1993, all'età di 87 anni, fondò un centro internazionale di Dhamma presso il suo monastero con lo scopo di insegnare il buddhismo e la meditazione vipassana agli stranieri, di riunire buddhisti di tutto il mondo al fine di trovare un accordo sull'anima del buddhismo e di incontrare i maggiori rappresentanti di tutte le religioni per trovare un'intesa propositiva e cooperare ad estirpare il materialismo. Anche dopo la sua morte, i suoi insegnamenti hanno attirato un numero consistente di studenti stranieri al Wat Suan Mokkh.

## Opere
I libri di Buddhadāsa, generalmente contenenti trascrizioni di discorsi registrati dal vivo o di interviste, occupano letteralmente una stanza intera nella Biblioteca Nazionale della Thailandia. Alcuni dei suoi libri più noti tradotti in italiano sono:
- Ajahn Buddhadāsa, Il cuore dell'albero della Bodhi, Roma, Casa Editrice Astrolabio - Ubaldini Editore, 1991,  p. 116, ISBN 88-340-1021-3, ;.
- Ajahn Buddhadāsa, La consapevolezza del respiro, Roma, Casa Editrice Astrolabio - Ubaldini Editore, 1991,  p. 144, ISBN 88-340-1040-X, ;.
- Ajahn Buddhadāsa, Io e mio, Roma, Casa Editrice Astrolabio - Ubaldini Editore, 1991,  p. 260, ISBN 88-340-1032-9, ;.